# Duruelo de la Sierra
Duruelo de la Sierra je španělské město v autonomním společenství Kastilie a León v provincii Soria. Žije zde 1473 obyvatel. Město leží v nadmořské výšce 1205 metrů.